# 波氏多鰭魚
波氏多鰭魚，為輻鰭魚綱多鰭魚目多鰭魚科的其中一種。

## 分布
本魚分布於非洲剛果河中下游流域。

## 特徵
本魚體延長呈圓柱狀，體色為棕褐色，有一條暗褐色條紋由鼻部延伸至眼下方，及從上唇的上方延伸至口部。體背部有10條更暗褐色的縱帶，並延伸至腹部。腹部棕黃色，下顎約略突出，尾鰭有不規則的黑色斑點，其餘各鰭具有深色花紋，背鰭硬棘5至7枚；臀鰭軟條14枚，體長可達32公分。

## 生態
本魚棲息在湖泊、河流氾濫的區域，屬肉食性，以魚類、甲殼類及水生昆蟲等為食。能呼吸空氣而且如此能容忍溶氧量低的集中，仔魚具有外鰓。

## 經濟利用
在產地為食用魚，可做為觀賞魚。